# TZ Arietis
TZ Arietis (Luyten 1159-16 / GJ 9066 / LHS 11) é uma estrela anã vermelha localizada no norte da constelação de Aries. Com uma magnitude aparente visual de 12,298, é demasiada fraca para ser vista a olho nu, embora ela se encontre relativamente próxima do Sol a uma distância em torno de 14,5 anos-luz (4,4 parsecs). É uma estrela de brilho variável, o que significa que pode aumentar subitamente seu brilho por curtos períodos de tempo.

## Propriedades
Como muitas outras estrelas próximas do nosso sistema solar, TZ Arietis é uma anã vermelha, cujo tipo espectral é M4.4V. Sua luz é muito fraca em relação a luz solar, apenas 0,021% da mesma, e sua massa é de 0,089 massas solares.
De acordo com a sua designação de estrela variável, TZ Arietis é uma estrela eruptiva. Estas são estrelas da sequência principal que libera chamas, que sofrem aumentos repentinos e imprevisíveis no brilho, a duração pode ser de alguns minutos a algumas horas. Esse tipo de atividade reduz as chances de haver vida no ambiente dessas estrelas.[carece de fontes?]